# Drače (Janjina)
Drače falu Horvátországban, Dubrovnik-Neretva megyében. Közigazgatásilag Janjinához tartozik.

## Fekvése
Makarskától légvonalban 53 km-re délkeletre, Dubrovnik városától légvonalban 61, közúton 81 km-re északnyugatra, községközpontjától 2 km-re keletre, a Pelješac-félsziget középső részén, az északi parton fekszik. Településrészei: Sutvid, Bratkovice és Zapoje.

## Története
A régészeti leletek tanúsága szerint Drače területén már az ókorban is éltek emberek. Az itt élt első ismert nép az illírek voltak, akik magaslatokon épített erődített településeken éltek és kövekből rakott halomsírokba temetkeztek. Több halomsírjuk is található a község területén, köztük Drače területén is. Az egyik településük a Sutvid nevű magaslaton állt, az emberi jelenlétet pedig a hozzá közeli halomsírok igazolják. Az illírek i. e. 30-ig uralták a térséget, amikor Octavianus hadai végső győzelmet arattak felettük. A római légionáriusok a félsziget több pontján letelepedtek magukkal hozva kultúrájukat, életmódjukat, szokásaikat. A Római Birodalom bukása után Dalmatia a gótok, majd a Bizánci Birodalom uralma alá került.
A horvátok ősei a 7. században érkeztek erre a vidékre. A 14. század-ban a Pelješac-félsziget a Raguzai Köztársaság része lett, mely 1333-ban vásárolta meg Kotromanić István bosnyák bántól. Ezután egészen a  18. század végéig a Raguzai Köztársasághoz tartozott. A mai Drače kis halászfaluként keletkezett, területe Janjinához tartozott. 1806-ban a térség a Raguzai Köztársaságot legyőző franciák uralma alá került, de Napóleon bukása után 1815-ben a berlini kongresszus a Habsburgoknak ítélte. 1900-ban 26, 1910-ben 41 lakosa volt. 1918-ban az új szerb–horvát–szlovén állam, majd később Jugoszlávia része lett. Lakossága főként a turizmusnak köszönhetően az 1970-es évek óta folyamatosan növekszik. 1991-től a független Horvátországhoz tartozik. 1997-ben leválasztották Ston községről és az 1997. május 13-án megalakult Janjina község része lett. 2011-ben a településnek 93 lakosa volt.

## Népesség
| Lakosság változása | Lakosság változása | Lakosság változása | Lakosság változása | Lakosság változása | Lakosság változása | Lakosság változása | Lakosság változása | Lakosság változása | Lakosság változása | Lakosság változása | Lakosság változása | Lakosság változása | Lakosság változása | Lakosság változása | Lakosság változása |
| ------------------ | ------------------ | ------------------ | ------------------ | ------------------ | ------------------ | ------------------ | ------------------ | ------------------ | ------------------ | ------------------ | ------------------ | ------------------ | ------------------ | ------------------ | ------------------ |
| 1857               | 1869               | 1880               | 1890               | 1900               | 1910               | 1921               | 1931               | 1948               | 1953               | 1961               | 1971               | 1981               | 1991               | 2001               | 2011               |
| 0                  | 0                  | 0                  | 0                  | 26                 | 41                 | 0                  | 0                  | 34                 | 28                 | 20                 | 23                 | 28                 | 48                 | 64                 | 93                 |

(1857 és 1890 között, valamint 1921-ben és 1931-ben lakosságát Janjinához számították.)

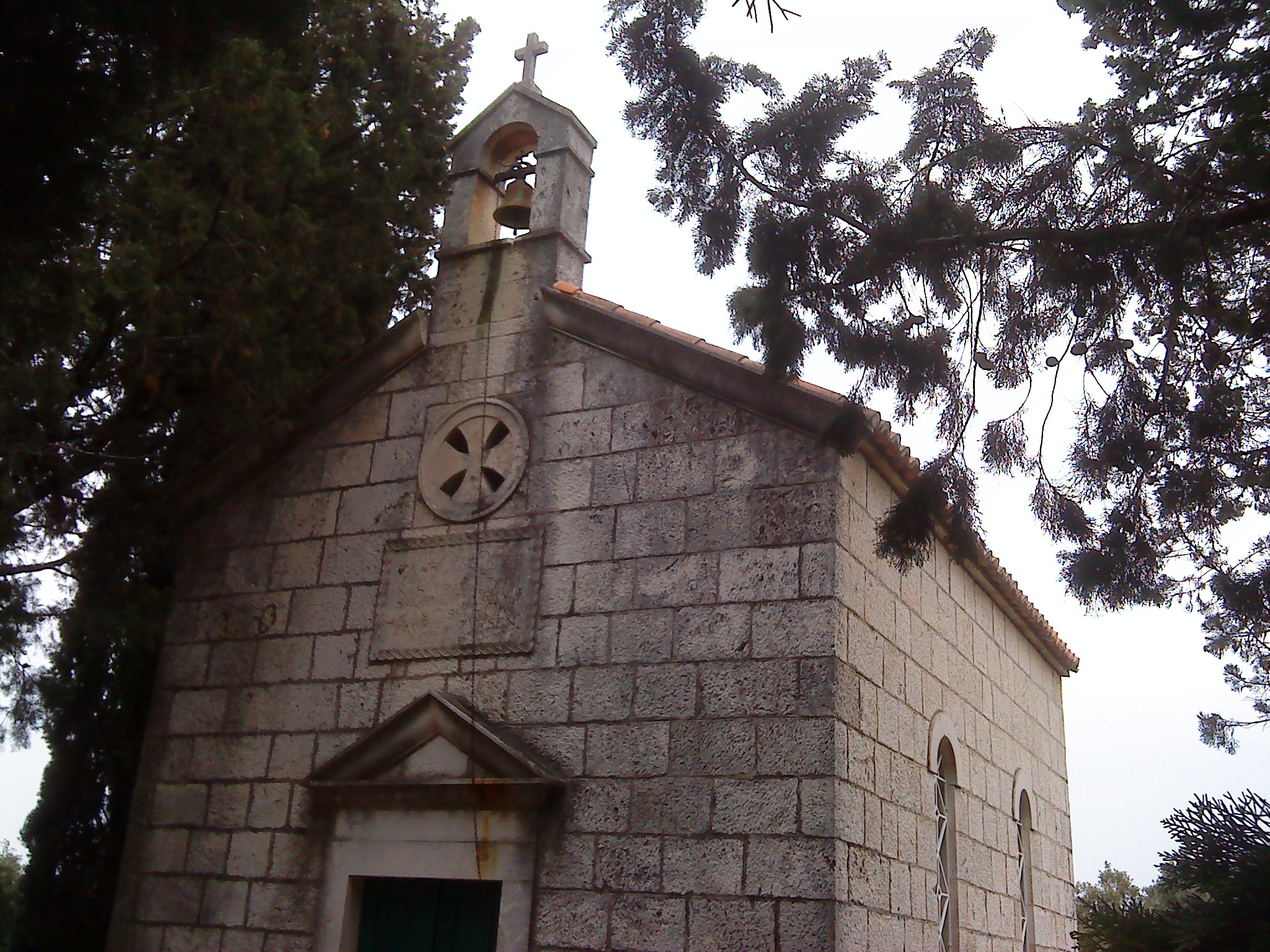
A Szent Rókus-kápolna

## Nevezetességei
- Szent Rókus tiszteletére szentelt fogadalmi kápolnája 1936-ban épült.
- Szent Vid-kápolna a Sutvid-öbölben
- A Bjelovučić család nyári rezidenciáját Stjepan Bjelovučić nagybirtokos, hajótulajdonos és janjinai kapitány építtette 1889-ben.

## Gazdaság
A lakosság fő bevételi forrása a turizmus, a halászat és a mezőgazdaság.

## Galéria
- Drače látképe
- A sutvidi Bjelovučić-kastély
- Kereszt a Sutvid tetején